# Dream (平井大のアルバム)
『Dream』（ドリーム）は、平井大が2013年7月24日にavex traxから発売したメジャー1枚目（通算3枚目）のミニ・アルバム。

## 内容
前作『ALOHA』から約1年2ヶ月ぶり、ミニ・アルバムとしては『OHANA』から約2年2ヶ月ぶりとなるメジャーデビュー作品。

## 収録曲
- 作詞・作曲：平井大　編曲：EIGO・平井大（特記以外）

1. Intro〜Anuenue〜
  - 今作のイントロ。
2. Dream
  - 今作の表題曲。
3. Kokomo
  - 作詞・作曲：マイク・ラヴ、スコット・マッケンジー、テリー・メルチャー、ジョン・フィリップス
  - ザ・ビーチ・ボーイズのシングルのリアレンジカバー。
4. Ocean Wave
5. Sweet Home
6. I'll be there for you
7. Outro〜Under the Tree〜
  - 今作のアウトロ。

## 参加ミュージシャン
- 平井大：Vocal (#2〜7)、Ukulele (#1,3,7)、Guitar (#2,3,5,6)

Additional Musician
- 遠藤慎一：Guitar (#4,6,7)
- 伊東達哉：Bass (#4〜7)
- 荒川結：Percussion (#3〜7)